# Rosamund Hanson
Rosamund Hanson (Derby, 24 settembre 1989) è un'attrice britannica.

## Primi anni
Rosamund Hanson è nata a Derby nel 1989 ed è cresciuta a Nottingham. Suo padre è lo stilista Daniel Hanson.

## Filmografia

### Cinema
- This Is England, regia di Shane Meadows (2006)

### Televisione
- Dangerville, (un episodio)
- Fresh!, (2008)
- Off the Hook, (2009)
- Cast Offs, (1 episodio, 2009)
- Coming of Age, (1 episodio, 2010)
- Mongrels, (1 episodio, 2010)
- This Is England '86, (4 episodi, 2010)
- Shameless, (3 episodi, 2011)
- This Is England '88, (3 episodi, 2011)
- Life's Too Short, (6 episodi, 2011)